# Izgubljeni komet
Izgubljeni komet je komet prethodno otkriven, ali je izgubljen odnosno nije uočen u svom najnedavnijem perihelnom prolazu. Općenito je to jer nema dovoljno podataka za pouzdano izračunati kometovu orbitu i predvidjeti mu položaj. Oznaka "D/" daje se periodičnom kometu koji više ne postoji ili se misli da je iščeznuo.
Izgubljene komete može se usporediti s izgubljenim asteroidima, premda izračunavanje orbita kometa razlikuje se zbog negravitacijskih sila koje pogađaju komete, poput izbijanje mlazeva plina iz kometove jezgre. Neki su se astronomi specijalizirali za ovo područje, poput Briana G. Marsedna koji je uspješno predvidio da će se 1992. vratiti nekad izgubljeni periodički komet Swift-Tuttle.

## Razlozi izgubljenosti
Brojni su razlozi zašto kometi postanu izgubljeni. Kometne orbite mogu zbog utjecaja velikih planeta mogu perturbirati. Ovo uz negravitacijske sile može rezultirati u promjeni nadnevka perihela. U drugom slučaju međudjelovanje s planetama može pomaknuti kometovu orbitu predaleko od Zemlje da bi ju se moglo vidjeti ili ju čak izbaciti iz Sunčeva sustava, kao što se smatra da se dogodilo Lexellovu kometu. Poneki kometi povremeno planu te zbog te povećane sjajnosti ti intrinzično blijedi kometi postanu vidljivi, a prestankom tog buknuća budu izgubljeni. Kometi mogu ostati bez volatilnih materijala u jezgri. Na primjer, volatili iz jezgre ispare, komet se previše smanji, potamni, postane intertna gomila stijenja ili tucanika  pa ugašeni komet može podsjećati na asteroid (kometi i sudbina kometa). Ovo se možda zbilo s kometom 5D/Brorsen, za koji je Marsden smatrao da je vjerojatno "izblijedio iz postojanja" u kasnom 19. stoljeću.
Kometi se ponekad raspadnu tijekom prolaza u perihelu ili u inim točkama svoje orbite. Najpoznatiji je primjer Bielin komet, koji se raspao u dvije sastavnice prije nego što je nestao nakon svoje pojave 1852. godine. U suvremeno doba promatra se proces raspada kometa 73P/Schwassmann–Wachmann.
Povremeno otkriće nekog objekta pokaže se da je ponovno otkriće nekad izgubljenog objekta. To se postiže izračunavanjem orbite i pogađanjem izračunata položaja s prije zabilježenim položajima. Kod kometa ovo je otežano. Primjerice komet 177P/Barnard (također P/2006 M3) koji je otkrio 24. lipnja 1889. Edward Emerson Barnard, ponovo je otkriven nakon 116 godina, 2006. godine. 19. srpnja 200. došao je do 0,36 astronomskih jedinica od Zemlje.
Kometi mogu nestati ali ih se ne smije smatrati izgubljenima, jer može se dogoditi da im možemo povratak stoljećima ili čak tisućama godina. Komet Hale-Bopp bio je vidljiv golim okom nakon što je 1997. došao blizu. Očekuje se da će biti vidljiv velikim teleskopima do 2020., dokad će se približiti prividnoj magnitudi od 30.
Komete se obično promatra pri periodičnom povratku. Ako se ne vrate, ponekad ih se opet pronađe, a ponekad se raspadnu u komade. Ove se komade može dalje promatrati, a komet se više ne očekuje da će se vratiti. Ponekad komet se ne smatra izgubljenim sve dok se ne pojavi u predviđeno vrijeme. Može se dogoditi da komet udari u neki drugi objekt, poput kometa Shoemaker–Levy 9, koji je udario u Jupiter 1994. godine.